# Момджи, Георгий Сергеевич
Георгий Сергеевич Момджи́ (10 [23] марта 1912, Одесса, Херсонская губерния — 2 июля 1988) — советский геолог. Доктор геолого-минералогических наук, профессор. Лауреат Сталинской премии 2-й степени.

## Биография
Родился 10 (23) марта 1912 года в Одессе в семье служащего.
В 1937 году окончил Днепропетровский горный институт и пришёл на работу в НИГРИ в городе Кривой Рог. Трудился в полевых партиях и экспедициях наркомата чёрной металлургии.
В годы Великой Отечественной войны провёл разведку и оценку группы Атасуйских месторождений железо-марганцевых руд.
В 1948 году перешёл в аппарат Мингео СССР, где работал главным геологом управлений Главметалгеологии, Главвостокгеологии, начальником технического управления и возглавил Главчерметгеологию.
В 1954 году перевёлся в ВИМС, где всецело занялся научной деятельностью. Результаты исследований Момджи способствовали созданию в СССР сырьевой базы титановой промышленности. Впоследствии научной группой Г. С. Момджи был выполнен значительный объём работ по геохимии редких и рассеянных элементов в железорудных месторождениях СССР, что позволило разработать новые схемы обогащения и стало основой для утверждения их балансовых запасов ГКЗ СССР.
В 1963—1970 годах — директор ВИМСа. С 1970 года — руководитель отдела железа ВИМС.
Был куратором Мингео СССР по железным рудам, являясь экспертом геологоразведочных работ в странах СЭВ, Афганистане, Индонезии, Индии. Многолетняя научно-производственная и творческая деятельность Г. С. Момджи нашла отражение в значительном количестве научных публикаций. Им создана карта железорудных формаций СССР в масштабе 1:5000000 на структурно-формационной основе. Совместно с НИИ зарубежгеологии аналогичная карта была разработана и для всей Евразии. Создание этих карт позволило выделить наиболее перспективные железорудные провинции и районы на Евразийском материке.
В последние годы жизни преподавал на кафедре полезных ископаемых МГРИ.
Умер 2 июля 1988 года.

## Научная деятельность

### Научные труды
- Момджи Г. С. Теоретические основы и методика поисков россыпей титана и циркония / Закономерности размещения полезных ископаемых T. IV. — М.: Госгортехиздат, 1960.
- Момджи Г. С. Как искать месторождения титана. Библиотечка участника геологического похода / М.: Госгеолтехиздат, 1962.
- Григорьев В. М., Момджи Г. С. Редкие элементы в железных рудах. Геология месторождений редких элементов / М.: Недра, 1966. — 68 с.
- Момджи Г. С., Гетман Я. Д., Шманенко в И. В. Важнейшие задачи в области геологии и технологии рудных ископаемых / Советская геология. — 1968. — № 8.
- Момджи Г. С., Блинов В. А. Литолого-фациальные условия образования комплексных циркониево-титановых россыпей / Состояние и задачи советской литологии, II (доклады на секционных заседаниях VIII Всесоюзного литологического совещания). — М.: Наука, 1970.
- Момджи Г. С., Епифанов Б. П., Шмидт Н. Г. Оценка железорудных месторождений при поисках и разведках / М.: Недра, 1970. — 416 с.
- Момджи Г. С. Железорудные формации подвижных зон СССР: (классификация и закономерности размещения) / Геология рудных месторождений. — 1972. — № 5. — С. 22—31.
- Момджи Г. С. Платформенные железорудные формации СССР: (классификация и закономерности размещения) / Геология рудных месторождений. — 1974. — № 6. — С. 71—79.
- Момджи Г. С. Формационная принадлежность железистых кварцитов / Г. С. Момджи. II В кн.: «Формации железистых кварцитов Сибири и Дальнего Востока». — Новосибирск: Изд-во ИГиГ СО АН СССР, 1977.
- Момджи. Г. С. Минерального сырья институт // Статья в БСЭ.
- Россыпные месторождения титана СССР / Под ред. Момджи Г. С., Блинова В. А. — М.: Недра, 1970.

## Награды
- орден Ленина;
- орден «Знак Почёта»;
- Сталинская премия 2-й степени (1951) — за выявление и разведку месторождения полезного ископаемого;
- медали.